# Jordi Rubió i Balaguer
Jordi Rubió i Balaguer (Barcelona, 30 de gener de 1887 - Barcelona,  25 de juliol de 1982) fou un eminent bibliotecari, professor, filòleg i historiador de la literatura catalana, remarcable pel paper fonamental que va tenir en la definició, organització i gestió de les biblioteques catalanes.

## Biografia

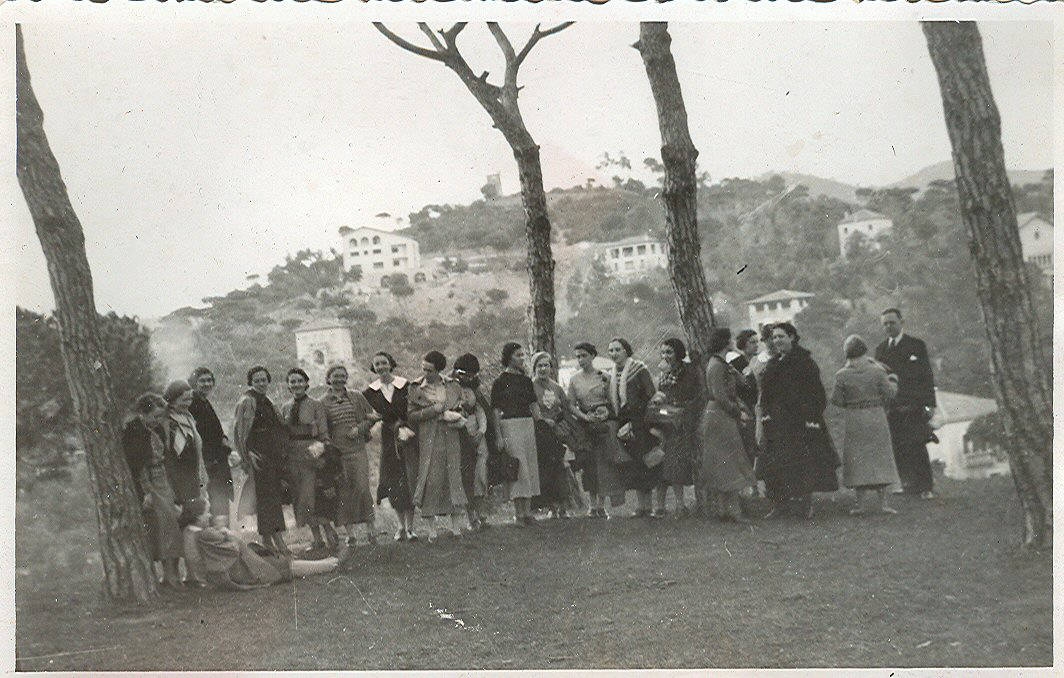
Excursió el 1935 a la Conreria, Grup nombrós d'alumnes amb el professor Jordi Rubió i Balaguer

Era fill del catedràtic Antoni Rubió i Lluch i de la seva esposa, Maria del Pilar Balaguer i Bruguera. Fou net de Joaquim Rubió i Ors. Va ser el primer director de la Biblioteca de Catalunya des de l'any de la seva fundació per la Mancomunitat, el 1914, fins al gener de 1939. Assumint el projecte de sistema bibliotecari català proposat per Eugeni d'Ors, Rubió va organitzar la Xarxa de Biblioteques Populars a partir de 1920 i la va dirigir fins al 1939. Les quatre primeres biblioteques (Valls, Sallent, Olot i les Borges Blanques), inaugurades el 1918, encara ho foren per Eugeni d'Ors. Entre 1930 i 1939 va ser director de l'Escola de Bibliotecàries, nascuda el 1915 com a part del sistema de biblioteques i on venia essent professor de literatura catalana, bibliologia i biblioteconomia des de la fundació. El 22 de setembre de 1919 va contraure matrimoni amb la bibliotecària Maria Lois i López, amb qui tingué quatre fills. Un d'aquests, en Jordi, fou també professor de l'Escola. Un altre fill, en Manuel, fou un destacat zoòleg i investigador del CSIC.
L'any 1920 va realitzar la primera adaptació a Catalunya i a tot l'Estat espanyol de la Classificació decimal universal, sistema de classificació bibliogràfica per a biblioteques i centres documentals publicat a Brussel·les el 1907, que Rubió considerà idoni per a l'organització de les biblioteques públiques i de la mateixa Biblioteca de Catalunya. L'adaptà a les necessitats dels fons d'aquestes biblioteques i en posteriors reedicions l'actualitzà, de manera que aquesta adaptació continua essent la classificació usada en la majoria de biblioteques públiques de Catalunya.
Acordà amb l'Ajuntament de Barcelona el trasllat de la Biblioteca de Catalunya, llavors al Palau de la Generalitat a l'antic Hospital de la Santa Creu, de propietat municipal i que el nou Hospital de Sant Pau havia deixat sense ús. Mentre es condicionava l'edifici esclatà la Guerra Civil Espanyola i el trasllat va començar llavors, aconseguint salvar-ne el tresor bibliogràfic, a més de dipositar-hi altres valuosos fons bibliogràfics i arxivístics procedents de convents, biblioteques particulars o d'entitats que es van poder recollir o confiscar per evitar-ne la destrucció i amb la col·laboració d'altres bibliotecàries com Montserrat Mussons i Concepció de Balanzó Echevarria, directora de la Biblioteca Popular de Manresa, que morí en un accident a un d'aquests viatges en bibliobús el 1938.
Durant la guerra, Rubió va organitzar i dirigir el Servei de Biblioteques del Front, entre altres coses, impulsant i participant amb els bibliobusos, amb els quals les bibliotecàries de la Xarxa portaven llibres als soldats dels destacaments militars, però que també van aprofitar-se per salvar llibres de les poblacions que estaven a punt de caure en la violència de la guerra.
Simultàniament, fou professor als Estudis Universitaris Catalans i a la Universitat de Barcelona en el seu període com a Universitat Autònoma de Barcelona. Rubió dominava diferents llengües europees i s'expressava sovint en castellà.
Després de la guerra, va ser depurat per les autoritats franquistes: va ser desposseït dels seus càrrecs i se li va prohibir l'exercici de la docència i del treball en l'administració pública. Es dedicà llavors a la recerca, i va poder continuar de manera privada la seva tasca filològica i historiogràfica. És autor de nombrosos manuals i treballs d'investigació sobre temes d'historiografia de la literatura catalana.
L'any 1966 va participar en La Caputxinada, acte on, amb motiu de l'assemblea constitutiva del Sindicat Democràtic d'Estudiants de la Universitat de Barcelona (SDEUB) hi assistiren més de 450 representants d'estudiants, professors i intel·lectuals, i que acabà amb el setge i posterior assalt al convent dels Pares Caputxins de Sarrià (Barcelona) de la policia franquista.
En reconeixement de "la seva exemplaritat", va ser guardonat amb el primer Premi d'Honor de les Lletres Catalanes l'any 1969. Més tard, el 1980, el president de la reinstaurada Generalitat de Catalunya, Josep Tarradellas, li atorgà la Medalla d'Or de la Generalitat de Catalunya. Va ser membre fundador de l'Associació d'Escriptors en Llengua Catalana.
El 2005, la Facultat de Biblioteconomia i Documentació de la Universitat de Barcelona (actualment anomenada Facultat d'Informació i Mitjans Audiovisuals) li va dedicar l'aula principal amb el seu nom, en commemorar els noranta anys de la fundació de l'Escola de Bibliotecàries. La Biblioteca Jordi Rubió i Balaguer inaugurada el 2005 a Sant Boi de Llobregat, porta el seu nom, ja que la residència familiar era en aquesta població.
L'any 2014, centenari de la inauguració de la Biblioteca de Catalunya, a l'edifici històric de la Universitat de Barcelona es van fer representacions de L'esperit del llibre, obra teatral escrita per Gaston Gilabert sobre la vida de Jordi Rubió i Balaguer.

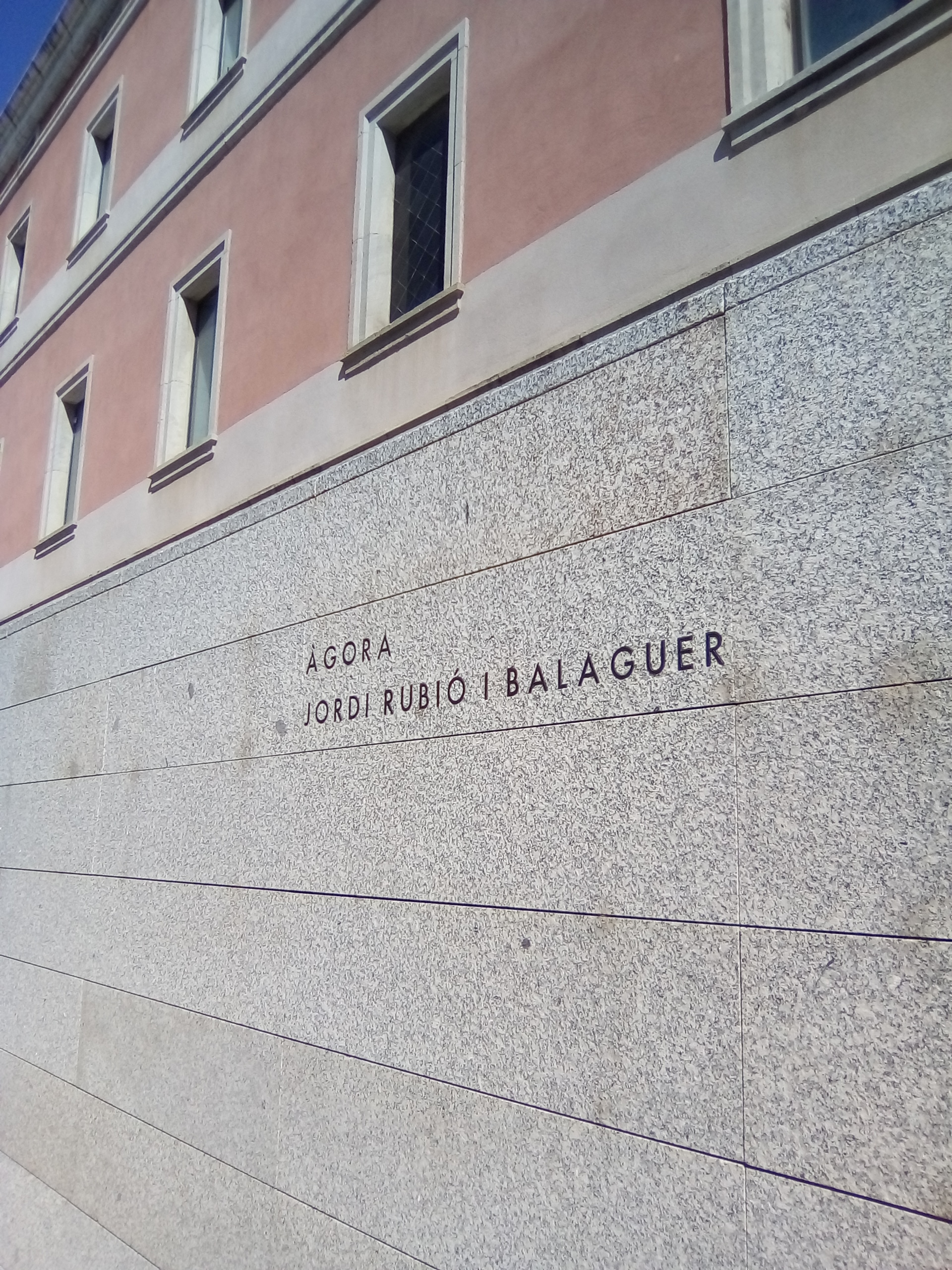
Àgora en honor de Rubió entre els edificis del Campus de la Ciutadella, Universitat Pompeu Fabra, Barcelona

## Obres destacades
- La lògica en rims del Gazzali glosada en rims per Ramon Llull (1914)
- Com s'ordena i cataloga una biblioteca (1914)
- Classificació decimal de Brussel·les: adaptació per a les biblioteques populars de la Mancomunitat de Catalunya (1920), amb quatre edicions fins a 1984
- Catalogación y ordenación de bibliotecas: instrucciones elementales (Barcelona: Wa-l-imp, 1946)
- De l'Edat mitjana al Renaixement: Figures literàries de Catalunya i València (1948)
- Obres essencials de Ramon Llull (1957-1960)
- La cultura catalana del Renaixement a la Decadència (1964), recull d'articles (Premi Lletra d'Or, 1965)
- Documentos para la Historia de la Universidad de Barcelona. I. Preliminares (1289-1451)
- Il·lustració i Renaixença (1987)
- Llibreters i impressors a la Corona d'Aragó (1994)
- Obres completes (1984-2004), en 14 volums

## Llegat
El 9 de desembre de 2014 la Biblioteca de Catalunya va rebre el llegat bibliogràfic de Jordi Rubió i Balaguer, primer director de la institució. El conseller de Cultura Ferran Mascarell va rebre de mans de quatre dels fills de Rubió i Balaguer, en un acte a la sala de la Caritat de la Biblioteca de Catalunya, la primera de les trameses que formen la cessió de documents i arxius del bibliotecari. El llegat constitueix un testimoni valuós i de primera mà de la història de la llengua, la literatura, la cultura i la societat catalanes, des de finals del segle xix i primer terç del segle xx. Qui va ser el primer director de la Biblioteca de Catalunya va custodiar i enriquir la biblioteca familiar iniciada pel seu avi Joaquim Rubió i Ors (1818-1899), poeta, historiador i dramaturg, i continuada pel seu pare, Antoni Rubió i Lluch (1856-1937), professor, historiador i home de lletres, i ell mateix; així com els arxius personals i professionals de cadascun d'ells.
| «                              | És la meva voluntat que respecte als llibres de les meves biblioteques de Barcelona i del carrer de Pau Pinyol, 65 de Sant Boi de Llobregat, així com el meu Arxiu i tots els manuscrits, els meus fills en tinguin el dret d'ús, però no en puguin disposar lliurement, car a la mort del darrer dels meus fills, tot haurà d'entregar-se a la Biblioteca de Catalunya. | » |
| — Jordi Rubió i Balaguer, 1977 | |   |

Els seus fills valoren la pertinència de procedir a lliurar a la Biblioteca de Catalunya del Departament de Cultura el llegat, abans del previst en el testament, amb l'objectiu de garantir-ne la preservació en les millors condicions possibles, facilitar-ne l'accés als investigadors i promoure'n la difusió.
El llegat està format per:
- La Biblioteca: aproximadament 20.000 volums, molts d'ells amb anotacions manuscrites o fulls de comentaris manuscrits a manera de “farciment”.
- L'Arxiu: quatre blocs dels quals tres corresponen a la documentació professional i personal de Rubió i Ors, Rubió i Lluch i Rubió i Balaguer, i el quart és un Diccionari d'escriptors catalans.

El lliurament es farà en diversos anys per petició expressa dels donants, d'acord amb la següent planificació:
- Any 2014: aproximadament 5.000 volums i l'arxiu literari de Jordi Rubió i Balaguer (que inclou el Diccionari d'escriptors catalans).
- Any 2015: aproximadament 5.000 volums i l'arxiu de Joaquim Rubió i Ors.
- Any 2016: aproximadament 5.000 volums i l'arxiu d'Antoni Rubió i Lluch.
- Any 2017: aproximadament 5.000 volums i la documentació restant de l'arxiu de Jordi Rubió i Balaguer.

La Biblioteca de Catalunya, a més de procedir a la catalogació de la biblioteca i els arxius del llegat, preveu crear un portal web en honor de la figura de Jordi Rubió i Balaguer abans del darrer lliurament del fons.